# بابی کوک (بازیکن فوتبال)
بابی کوک (انگلیسی: Bobby Cook; ۱۳ ژوئن ۱۹۲۴ – ۱۹۹۷ (۷۲−۷۳ سال)) بازیکن فوتبال اهل بریتانیا بود.
از باشگاه‌هایی که در آن بازی کرده‌است می‌توان به باشگاه فوتبال واتفورد، باشگاه فوتبال تاتنهام هاتسپر، و باشگاه فوتبال ردینگ اشاره کرد.